# دایسل
دایسل (انگلیسی: Daicel) شرکت صنایع شیمیایی ژاپنی است، که در سال ۱۹۱۹ تأسیس شد.